# John Pearson (biskop)
John Pearson, född 28 februari 1613, död 16 juli 1686, var en engelsk teolog.
Pearson, som blev professor i Cambridge 1661 och biskop i Chester 1673, räknades som en av sitt lands främsta teologer. Pearsons viktigaste arbete, Exposition of the creed (1659), utgick i nya upplagor ända in på 1800-talet.